# Oddr Snorrason
Oddr Snorrason foi um monge beneditino islandês do monastério Þingeyrar no século XII. Ele escreveu a biografia do rei norueguês do século X, Olavo Tryggvason. O trabalho original foi quase completamente perdido, mas uma tradução em nórdico antigo está preservada em duas versões quase completas e um fragmento de uma terceira parte. O trabalho é frequentemente referido como Óláfs saga Tryggvasonar.